# Церковь святых Константина и Елены (Мариуполь)
Церковь святых Константина и Елены или Слободская церковь — утраченный православный храм на побережье Азовского моря в деревне Слободка (ныне — микрорайон Слободка) в Мариуполе.

## История

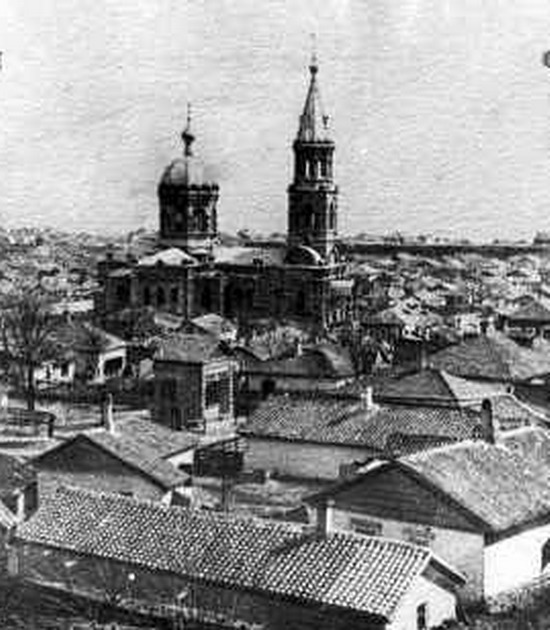
Церковь святых Константина и Елены

Слободка появилась позже Мариуполя более чем на 60 лет. Она возникла в 1840-е годы «самостроем». Здесь селились отставные солдаты, за что в народе её называли Солдатской слободкой. Городская власть вела борьбу с самозастройщикам, пока граф Воронцов не узаконил эту часть Мариуполя. Вследствие запоздалого «признания» Слободки долгое время православного храма здесь вообще не было. О храме на Слободке не упоминается ни в книге «Мариуполь и его окрестности» (1892), ни в источниках 1908 года. Скорее всего, это был самый «молодой» из дореволюционных мариупольских православных храмов.
Во время разрушения храма была найдена закладная доска, из надписи которой известно, что храм заложили в 1903 году. Доска была передана в Мариупольский краеведческий музей. К сожалению, это единственный источник знаний о храме, сведения о котором проверить проблематично.
Автором проекта был архитектор Виктор Нильсен. Проект предусматривал строительство храма, а также приходской и земской школ рядом.
Первые денежные пожертвования на строительство храма внесла семья купца Баранова. Впоследствии собрали достаточную сумму. Строительные работы начали проводить братья Вощанкины, которые выбирали только дешевые варианты работ. На стройке были задействованы приезжие рабочие и российские «отходники», прибывавшие в Мариуполь на заработки. Сооружение строили 8 лет. Церковь освятили в 1911 году. Первый священник церкви — Аксаковский Прокопий Евгеньевич, выпускник духовной семинарии. В то время он был женат и имел четверых детей.

## Описание храма
Церковь выстроили из красного кирпича в русском стиле с вставками необарочных деталей. Сооружение имело один купол и двухъярусную колокольню, увенчанную шатром наподобие церквей XVII века. Церковь имела три престола — равноапостольных императора Византии Константина и его матери Елены, преподобной Мелании и Ахтырской иконы Божьей Матери.
Разрушена в 1936 году. После уничтожения храма на этом же земельном участке в 1937 году была построена средняя школа № 37.